# Pedro Terol
Pedro Terol (Orihuela, Alicante, 22 de octubre de 1909 - Madrid, 19 de agosto de 2003) fue un cantante barítono de zarzuela y ópera, nacido Pedro Sánchez Terol.

## Biografía
Ya con nueve años de edad formó parte, con una criada de su casa llamada Gloria, del dúo "Los Andredis", nombre que tomaron en homenaje a su madre, Andrea. Más tarde, ya en solitario, actuó con La Niña de los Peines, y viendo que su carrera no acababa de despegar, empezó a trabajar en una carpintería y después en un banco.
El director de ese banco, al escucharle cantar acompañándose del sonido de las teclas de una máquina de escribir, empezó a buscar quien pudiera ayudar al muchacho. En Orihuela se fundó la "Sociedad Pedro Terol", que le animó y financió a seguir en la música. Aprendió solfeo, recibió clases del tenor Ignacio Genovés, casado con una mujer de Orihuela, y fue enviado a Madrid a seguir aprendiendo con el maestro Ignacio Tabuyo.
Su presentación al gran público fue en 1927, cuando cantó sin micrófonos el Himno de la Comunidad Valenciana en la plaza de toros de Alicante. Al poco, recibió una beca del Círculo de Bellas Artes de Madrid para continuar su formación en Milán, aún como tenor lírico. El famoso cantante Marcos Redondo le dio una carta de recomendación para el respetado profesor Rafael Grani en la ciudad italiana, recibiendo clases también de Giuseppe Russitano, y allí completó Terol parte de su formación y de su crecimiento, trabando gran amistad con los cantantes Cristóbal Altube y Antonio Cortis.
Su presentación como tenor tuvo lugar en el Teatro Dalveme de Milán en diciembre de 1930 con Tosca. La buena acogida obtenida le llevó a cantar en otras ciudades, hasta que en 1931 le suprimieron la beca y se vio en la necesidad de regresar a España. Ya en Madrid, sustituyó a Emilio Sagi Barba (barítono) en la zarzuela La rosa del azafrán, ya en tono de barítono, en el Teatro Calderón (Madrid). En 1932 interpretó Las golondrinas en Barcelona, de la que luego afirmaría que era su obra favorita, con lo que consiguió consolidarse.
Pronto empezó a encadenar zarzuelas, entre otras La Giralda de José Padilla, La tabernera del puerto, La violetera o La del manojo de rosas, y con ellas grandes éxitos. Protagonizó, en el cine, la película La reina mora de Eusebio Fernández Ardavín, basada en un sainete de los hermanos Álvarez Quintero. Antes y durante la guerra civil española hizo varias películas de gran éxito, como Odio, Diego Corrientes, o Los héroes del barrio, dirigida por Armando Vidal en 1936, producida por Internacional Films, empresa distribuidora y productora de tres películas de Barcelona, estrenada el 11 de enero de 1937 en Barcelona y el 12 de junio de 1939, ya acabada la Guerra Civil, en el Palacio de la Música de Madrid. En los años 40 montó una compañía propia, con la que hizo varias giras, estrenando La casa de las tres muchachas y Alhambra y en los 50 creó el espectáculo "Álbum del arte", junto a sus hijas María del Pilar y Marisa.
Triunfó en España y ultramar como cantante de zarzuela, e inició una colaboración con el maestro Pablo Sorozábal, con quien hizo varias giras por Europa y América. A su vuelta fue duramente criticado por aceptar un contrato con una sala de fiestas de la Gran Vía de Madrid, ya que un cantante clásico no debía cantar su repertorio en semejante lugar. No obstante, pronto tuvo que hacer doble función.
Hizo varios viajes más a América, y actuó por toda España y Francia hasta entrada la década de los 60. Sobre 1965 inició la retirada de los escenarios. Se había casado con Joaquina Piñuela y para entonces tenían ya siete nietos (más tarde, se uniría a ellos la cantante Sonia Terol), y se dedicó a negocios inmobiliarios y a regentar un hotel en Algeciras que lleva su nombre. Volvió a cantar ocasionalmente, dando recitales en la Casa de España de Nueva York y Washington. 
En los años 80 y 90 recibió varios premios y homenajes, entre otros el homenaje de la Compañía Amadeo Vives en el Teatro Nuevo Apolo (Madrid) en 1989, con motivo de sus 50 años en el mundo de la lírica, y en 1996 fue nombrado Hijo Predilecto de Orihuela por el ayuntamiento de esa localidad. Falleció el 19 de agosto de 2003, seis meses después que su esposa, debido a una crisis cardíaca en su domicilio de Madrid, a los 93 años.